# Atto di assegnazione
L'atto di assegnazione ad una commissione parlamentare è il primo passo della fase deliberativa del procedimento legislativo. Ha la duplice funzione di individuare la commissione competente per materia e decidere in quale sede quest'ultima debba procedere al suo lavoro.
Avviata infatti da un soggetto idoneo l'iniziativa legislativa e sottoposto alle verifiche da parte del Presidente della Assemblea legislativa l'atto in questione, quest'ultimo viene annunciato nella prima seduta dell'Assemblea e inserito nell'ordine del giorno generale, stampato, distribuito e poi finalmente assegnato alla commissione competente.
Il procedimento di assegnazione non è lo stesso nelle due Camere.
- Al Senato, infatti, è una competenza esclusiva del Presidente che ha il solo compito di comunicare la scelta ai senatori.
- Alla Camera, invece, la situazione è molto più complessa a seconda del tipo di commissione: spetta al Presidente (che può comunque ribaltare la scelta alla Camera) se la commissione è in sede referente, spetta invece all'assemblea negli altri casi, e il Presidente ha solo la possibilità di proporre.

L'assegnazione può essere effettuata a una sola commissione presente nei due rami del Parlamento, a più commissioni se non si riesce a scindere più materie (commissioni riunite) o a una commissione speciale istituita in quel momento se si ritiene necessaria la scelta.